# Voutonne
Die Voutonne ist ein kleiner Fluss im südwestlichen Teil von Zentral-Frankreich, der überwiegend im Département Sarthe, im Mündungsbereich auf einer kurzen Strecke aber auch im Département Maine-et-Loire der Region Pays de la Loire südwestlich der Stadt Le Mans verläuft.

## Geografie

### Verlauf
Die Voutonne entspringt an der Gemeindegrenze von La Chapelle-d’Aligné und Le Bailleul, entwässert generell in westlicher Richtung und mündet nach rund 16 Kilometern an der Gemeindegrenze von Précigné und Morannes sur Sarthe-Daumeray, die gleichzeitig auch die Départementsgrenze bildet, als linker Nebenfluss in die Sarthe. Die Voutonne quert im Oberlauf die Autobahn A11 und im Mündungsbereich die Bahnstrecke Le Mans–Angers.

### Orte am Fluss
(Reihenfolge in Fließrichtung)
- Les Richardières, Gemeinde La Chapelle-d’Aligné
- La Bellangerie, Gemeinde Le Bailleul
- Les Turpinières, Gemeinde Louailles
- Les Alignes, Gemeinde La Chapelle-d’Aligné
- Précigné
- La Harmonière, Gemeinde Morannes sur Sarthe-Daumeray